# Anticyclone antarctique
Pour les articles homonymes, voir Anticyclone (homonymie).

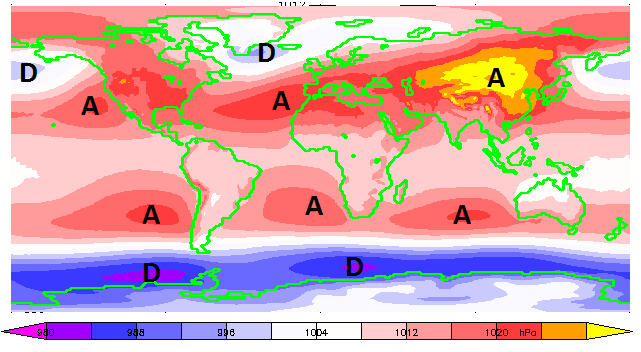
Pression moyenne au niveau de la mer autour de la Terre en décembre, janvier et février montrant les centres d'action (A et D)

L’anticyclone antarctique est une zone de haute pression dite permanente sur l’Antarctique, causée par la température très basse qui y règne en permanence. Le centre de l'anticyclone n'est cependant pas toujours au même endroit et se déplace selon la saison et la différence de température entre l'inlandsis et les eaux ouvertes autour du continent. Cependant, la pression moyenne sur une carte mensuelle ou annuelle semble toujours indiquer un anticyclone.

## Formation
La surface glacée et le faible rayonnement annuel sur l'immense continent antarctique y maintient de façon persistante une température très basse. L'air dans la colonne d'air au-dessus de cette zone se refroidit et reste très dense au point de former dans la basse troposphère un anticyclone marqué, appelé anticyclone thermique. 
Bien que la pression réduite au niveau de la mer puisse atteindre des valeurs remarquablement fortes au centre de l'anticyclone, il a une épaisseur réduite et se transforme en une dépression en altitude, appelée « vortex polaire ». En effet, le calcul de la variation de pression avec l'altitude par le gradient thermique adiabatique montre qu'avec l'air très dense sur le continent, la pression y diminue plus rapidement avec l'altitude qu'au-dessus sur les eaux environnantes.

## Temps associé
La présence de cet anticyclone en surface et du vortex polaire en altitude permet de dévier la trajectoire des dépressions en provenance de l'océan austral. En effet, celles-ci se forment en grand nombre dans la partie méridionale de l'hémisphère sud et voyagent d'est en ouest dans la zone des cinquantièmes hurlants, mais pénètrent rarement sur le continent. Lorsqu'elles pénètrent, elle repousse le centre de haute pression.  
En conséquence, le ciel est le plus souvent dégagé par la subsidence dans l'anticyclone et les vents sont faibles. Les précipitations très rares et consistent en général en poudrin de glace. Par contre, la zone frontière entre les dépressions et l'anticyclone sont très venteuses, causant des blizzards, grâce du fort gradient de pression atmosphérique ou aux vents catabatiques.